# Município Camacuio
Município Camacuio är en kommun i Angola.   Den ligger i provinsen Namibe, i den västra delen av landet, 600 km söder om huvudstaden Luanda.
Omgivningarna runt Município Camacuio är i huvudsak ett öppet busklandskap. Runt Município Camacuio är det mycket glesbefolkat, med 2 invånare per kvadratkilometer.